# Ingrid Gräfin zu Solms-Wildenfels
Ingrid Gräfin zu Solms-Wildenfels (geborene Ingrid Gross, * 7. Juli 1933 in Frankfurt am Main) ist eine deutsche Medizinerin, die durch ihr breites soziales Engagement Bekanntheit erfahren hat.

## Leben
Dem Vorbild ihrer Eltern folgend studierte Ingrid Gross Humanmedizin in Mainz, Basel, Würzburg und Frankfurt am Main. Das Staatsexamen legte sie in Frankfurt ab; die Promotion erfolgte in Heidelberg. Sie bildete sich weiter zur Fachärztin für Innere Medizin an der Uniklinik München, der Kerckhoff-Klinik der Max-Planck-Gesellschaft in Bad Nauheim, und am Kreiskrankenhaus Bad Homburg. Sie besitzt die Zusatzbezeichnung „Psychotherapie“. 1973 ließ sie sich in Bad Soden als Internistin und Psychotherapeutin nieder, gleichzeitig als Stiftsärztin für das Wohnstift Augustinum.
Ingrid Gross heiratete 1970 Albrecht Sizzo Graf zu Solms-Wildenfels (* 1929), den Sohn von Friedrich Magnus Graf zu Solms-Wildenfels.
Ingrid zu Solms-Wildenfels gründete 1990 den innerdeutschen Frauenkreis „Frauen im Gespräch“. 1994 gründete sie die Ingrid zu Solms-Stiftung zur Förderung benachteiligter weiblicher Eliten. 1994 wurde sie die deutsche Direktorin von Zonta International. Auf sie geht außerdem ein Waisenhaus für ausgesetzte Kinder und Vergewaltigungsopfer in Sveta Nedelja bei Zagreb in Kroatien zurück. Gräfin zu Solms-Wildenfels engagiert sich zudem für die deutsch-amerikanische und deutsch-israelische Freundschaft.
So ist sie Vorsitzende des Freundes- und Förderkreises des Sarah Herzog Memorial Hospitals in Jerusalem. Von 2005 bis 2019 war sie Präsidentin der Steuben-Schurz-Gesellschaft.
Lange lebte Gräfin zu Solms-Wildenfels in Kelkheim (Taunus), seit 2007 in Frankfurt am Main.

## Ehrungen
- 1994: Verdienstkreuz am Bande der Bundesrepublik Deutschland
- 2005: Verdienstkreuz 1. Klasse der Bundesrepublik Deutschland
- 2020: Elisabeth-Norgall-Preis

## Veröffentlichungen
- Aktiv und selbstbewusst. Programm für ein gesundes Altern, Umschau-Verlag, Frankfurt am Main 1987, ISBN 3-524-75006-0